# Хабаша, Мохсен
Мохсен Хабаша (араб. محسن حباشة‎, фр. Mohsen Habacha; 25 января 1942, Сус, Тунис — 4 января 2025) — тунисский футболист, защитник, тренер.

## Биография
Мохсен Хабаша родился 25 января 1942 года в тунисском городе Сус.
Играл в футбол на позиции защитника. В 1960—1969 годах выступал за «Этуаль дю Сахель» из Суса. В его составе выиграл чемпионат Туниса в 1963 и 1966 годах, Кубок Туниса 1963 года.
В 1969 году перебрался во французский «Аяччо», но провёл в чемпионате Франции только 2 матча, забил 1 гол.
В 1970 году вернулся в Этюаль дю Сахель, провёл в его составе четыре сезона. В 1972 году завоевал ещё одну золотую медаль чемпионата Туниса, в 1974 году — Кубок страны. В 1973 году стал обладателем Магрибского кубка чемпионов.
Выступал за сборную Туниса. В её составе в 1963 году участвовал в Кубке африканских наций в Гане, в 1965 году стал серебряным призёром домашнего Кубка африканских наций.
После окончания игровой карьеры в 1974 году стал тренером. Тренировал «Этуаль дю Сахель», выиграл с ним два Кубка Туниса в 1981 и 1983 годах.
Умер 4 января 2025 года в возрасте 82 лет.

## Достижения

### В качестве игрока
Этуаль дю Сахель
- Чемпион Туниса (3): 1963, 1966, 1972.
- Обладатель Кубка Туниса (2): 1963, 1974.
- Обладатель Магрибского кубка чемпионов (1): 1973.

 Сборная Туниса
- Серебряный призёр Кубка африканских наций (1): 1965.

### В качестве тренера
Этуаль дю Сахель
- Чемпион Туниса (2): 1981, 1983.